# Courtney Pine
Courtney Fitzgerald Pine CBE (* 18. března 1964, Londýn) je britský jazzový saxofonista jamajského původu. Studoval hru na klarinet, ale proslavil se právě hrou na saxofon (tenor, soprán). Je však multiinstrumentalistou a kromě saxofonu a klarinetu ovládá i hru na flétnu a klávesy.
V jeho studiových nahrávkách lze sledovat jasný vývoj od tradičního jazzu v coltraneovském stylu k inovativnímu jazzu čerpajícímu inspiraci v jiných hudebních stylech, například reggae, funku, soulu, hip-hopu i rocku. Přelomové přitom v tomto smyslu bylo album To the Eyes of Creation. Ke spolupráci na albu Underground pak například přizval ke spolupráci hip-hopové DJ Pogo a DJ Sparki.
V Roce 2000 byl Pineovi udělen Řád Britského Impéria „za služby jazzové hudbě“.

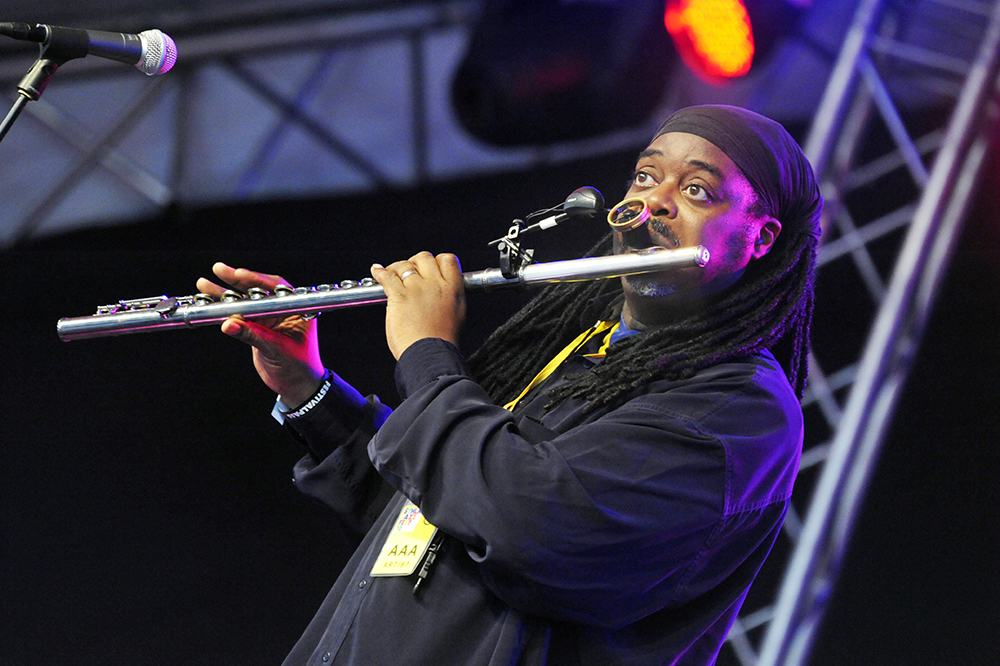
Courtney Pine - Stockholm Jazz Festival 2010.

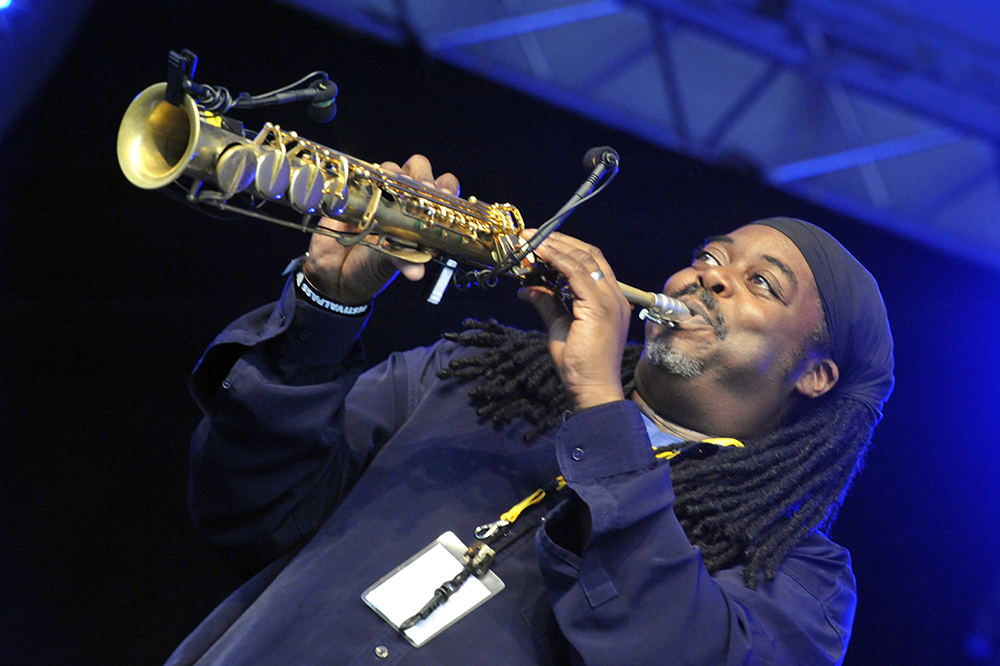
Courtney Pine - Stockholm Jazz Festival 2010.

## Vystoupení v Česku
Pine koncertoval v České republice již pětkrát. Dvakrát v roce 1997 v Lucerna Music Baru v rámci turné k albu Underground, 1. května 2004, kdy vystoupil na Slovanském ostrově v Praze na festivalu United Islands of Prague pořádaném k příležitosti oslav vstupu ČR do EU a představil album Devotion. Po čtvrté na hudebním festivalu Music in the Park konaném 27. - 28. července 2007 v pražské Stromovce. Dále pak v pražském Lucerna Music Baru 9. února 2010, naposledy 8. května 2013 na AghaRTA Prague Jazz Festivalu.

## Diskografie
- Europa (2011)
- Courtney Pine Band Live  (2010)
- Transition in Tradition: En Hommage a Sidney Bechet (2009)
- Jazz Warriors - Afropeans (2008)
- Resistance (2005)
- Devotion (2003)
- Back in the Day (2000)
- Another Story (1998) (Drum 'n' bassové remixy skladeb z alb Modern Day Jazz Stories a Underground)
- Underground (1997)
- Modern Day Jazz Stories (1995)
- Eyes of Creation (1995) (Live)
- To the Eyes of Creation (1992)
- Within the Realms of Our Dreams (1991)
- Closer to Home (1990)
- The Vision's Tale (1989)
- Destiny's Song + the Image of Pursuance (1988)
- Journey to the Urge Within (1986).